# Szenbonzakura (dal)
A Szenbonzakura (千本桜; Hepburn: Senbonzakura, ’Ezer cseresznyevirág-szirom’) WhiteFlame dódzsin zenész huszonötödik dala, amelyet 2011. szeptember 17-én töltött fel a Nico Nico Douga csatornájára. A dal 2012. február 29-én jelent meg digitális kislemez formájában, amit 2012. szeptember 12-én egy remixalbum követett. A Japán elnyugatiasodásáról szóló dalból regény és musical adaptáció is készült.

## Dallista
- Digitális letöltés (2012. február 29., Dwango/CFM)

1. Szenbonzakura (千本桜?) – 4:12

- All That szenbonzakura!! (2012. szeptember 12., DMarts/Avex Trax)

1. Szenbonzakura (Original) (千本桜　【オリジナル】?) – 4:05
2. Szenbonzakura (gengaku sidzsúszó-ban) (千本桜　【弦楽四重奏版】?) – 5:23
3. Szenbonzakura (kucsibue version) (千本桜　【口笛バージョン】?) – 4:34
4. Szenbonzakura (2-dai Piano Version) (千本桜　【２台ピアノバージョン】?) – 3:57
5. Szenbonzakura (Acoustic Guitar Version) (千本桜　【アコースティックギター・バージョン】?) – 3:48
6. Szenbonzakura (Orgel-hen) (千本桜　【オルゴール編】?) – 5:37
7. Szenbonzakura (Mint Edition) (千本桜　【－［Ｍｉｎｔ］　Ｅｄｉｔｉｏｎ－】?) – 4:29
8. Szenbonzakura (joukin version) (千本桜　【揚琴バージョン】?) – 4:07
9. Szenbonzakura (Gut Guitar Version) (千本桜　【ガットギターバージョン】?) – 2:45
10. Szenbonzakura (Original Karaoke) (千本桜　【オリジナルカラオケ】?) – 4:08

## Helyezések

### Slágerlistás helyezések
| Slágerlista                    | Legjobb helyezés |
| ------------------------------ | ---------------- |
| Billboard Japan Hot Top Albums | 48               |
| Oricon napi eladási lista      | 28               |
| Oricon heti eladási lista      | 56               |

### Egyéb helyezések
- Joysound 2012-es év végi összesített karaoke slágerlista: 3[5]
- Joysound 2012-es év végi Vocaloid karaoke slágerlista: 1[5]
- Joysound 2012-es év végi videójáték karaoke slágerlista: 1[5]
- Joysound 2013-as év végi összesített karaoke slágerlista: 3[6]
- Joysound 2013-as év végi szerelmes dalok karaoke slágerlista: 1[6]
- Joysound 2013-as év végi Vocaloid karaoke slágerlista: 1[6]
- Joysound 2013-as év végi okostelefon-alkalmazás slágerlista: 1[6]
- Joysound 2013-as év végi videójáték karaoke slágerlista: 2[6]
- Joysound 2013-as év végi Joysound Dive slágerlista: 2[6]
- Nico Nico Douga Vocaloid slágerlista: 1[7]

### Eladási adatok
| Slágerlista             | Eladás |
| ----------------------- | ------ |
| Oricon fizikai eladások | 3552   |

## Albumszereplések
WhiteFlame/KurouszaP-albumok
- 5th Anniversary Best (2013, Avex Trax)[9]

Vocaloid válogatásalbumok
- Exit Tunes Presents gu: Szonna fuinki de utatte mita (2011, Exit Tunes)[10]
- Exit Tunes Presents Vocalodream feat. Hacune Miku (2012, Exit Tunes)[11]
- V Love 25: Brave Heart (2012, Dwango)[12]
- Hacune Miku 5th Birthday Best: Impacts (2012, Dwango)[13]
- Bokaro csó Mix 39 feat. Hacune Miku (2012, EMI)[14]
- V-box (2012, DMarts)[15]
- Minna Miku Miku ni site ageru: Heartsnative 2 (2012, DMarts)[16]
- Szózó Endless (2012, Geneon)[17]
- Hacune Miku: Project DIVA F Complete Collection (2013, Sony Music Direct)[18]
- Exit Tunes Academy Best (2013, Exit Tunes)[19]

Feldolgozások
- Dzsikkoku Nana Golden Best: Vocal kjoku vo utatte mita (2012, Avex Trax)[20]
- Karakuri Manjosu feat. Hacune Miku (2012, HPQ)[21]
- TwinTail TwinGuitar (2012, Cloud Cuckoo Land)[22]
- Electoid feat. Hacune Miku (2012, Farm Records)[23]
- MemoReal (2012, Dwango)[24]
- BabyPod: VocaloidP × utaite Collaboration Collection (2012, Nippon Crown)[25]
- Erenjan (2012, Warner)[26]
- Júkei szekai Reconstruction (2012, Pony Canyon)[27]
- Varaku hanamicsi-csú kineienami sacsú kesszakusen: Bokaro kjoku vo enszó site itadaita (2012, HPQ)[28]
- Rumdardzsun (2013, Sousaku Koubou)[29]
- Hitoke: 42701340 (2013, Ki/oon Music)[30]

## Játékszereplések
- Hatsune Miku: Project DIVA sorozat
  - Hatsune Miku: Project DIVA F (2012, PlayStation 3, PlayStation Vita)[31]
- Taiko no tacudzsin sorozat
  - Taiko no Tacudzsin (2011, arcade)
  - Taiko no tacudzsin Wii: Csogóka-ban (2012, Wii)[32]
- Jubeat sorozat
  - Jubeat Plus (2010, Android, iOS)[33][34]
  - Jubeat Saucer (2012, arcade)

## Közreműködők
- WhiteFlame – zene, dalszöveg
- Hajime – gitár
- Ittomaru – illusztráció
- Mie – videóklip
- Hito – videóklip